# Adícora
Adícora es un pueblo que se encuentra costa noreste de la península de Paraguaná, en Venezuela, específicamente en el municipio Falcón y a 24 kilómetros al sur de la isla de Aruba. Cuenta con un Aeródromo al llegar al pueblo localización: 11,9370309, -69,8085153 
Se puede acceder por vía terrestre o aérea (en avioneta). Es una playa poco profunda protegida por arrecifes, aguas frescas, con mayor oleaje que la zona occidental. Debido a los fuertes vientos que allí se encuentran, se ha convertido en un centro internacional para la práctica del kiteboarding y windsurfing.

## Historia
El pueblo comenzó a conocerse en 1565, beneficiado por sus característica geográfica de cabo. En 1830 fue declarado puerto habilitado para importaciones y exportaciones, con la intención de darle fuerza al comercio, produciéndose a partir de ese momento un importante intercambio comercial con las antillas neerlandesas en el Caribe, así como con otras islas.
Hasta gran parte del siglo XX, en sus costas estuvieron atracados diversos barcos de vela, principalmente Goletas, Balandras, Botes o Tres Puños, así como embarcaciones pesqueras más pequeñas, estas últimas aún se pueden observar en sus costas y continúan echadas a la mar en busca de peces como el Carite, el Cazón (Especie de Tiburón Pequeño), el Pargo, el Jurel, la Manta Raya (Chucho), entre otros.
Para mediados de la década de 1940, Adícora quedó prácticamente despoblada debido al desplazamiento de sus habitantes hacia las zonas de refinación petrolera. A partir de la década de 1960, Adícora resurgió como lugar turístico.

## Etimología
Adícora quiere decir jajatal, según la lengua indígena caquetía, que es una hierba halófila de terrenos salobres. Esta voz indígena primitivamente era «jadícuar», ha venido pasando por «jatícora», por «jadícora», por «aríkula», hasta llegar hoy a «Adícora».

## Clima
Clima, cálido y tropical (28 °C - 34 °C); sus aguas cálidas con poca profundidad. Las playas del Norte ofrecen flat water; las playas del Sur tienen, chop, surf sailing and swell de 8 a 10 pies; sus vientos “side-onshore” de Este – Noroeste constantes y durante todo el año, más fuertes durante los meses de febrero a septiembre (con fuerza 6Bft) y más leve durante los meses de octubre a enero (con fuerza 4Bft +). Mayo es el mes de más viento.

## Galería de imágenes

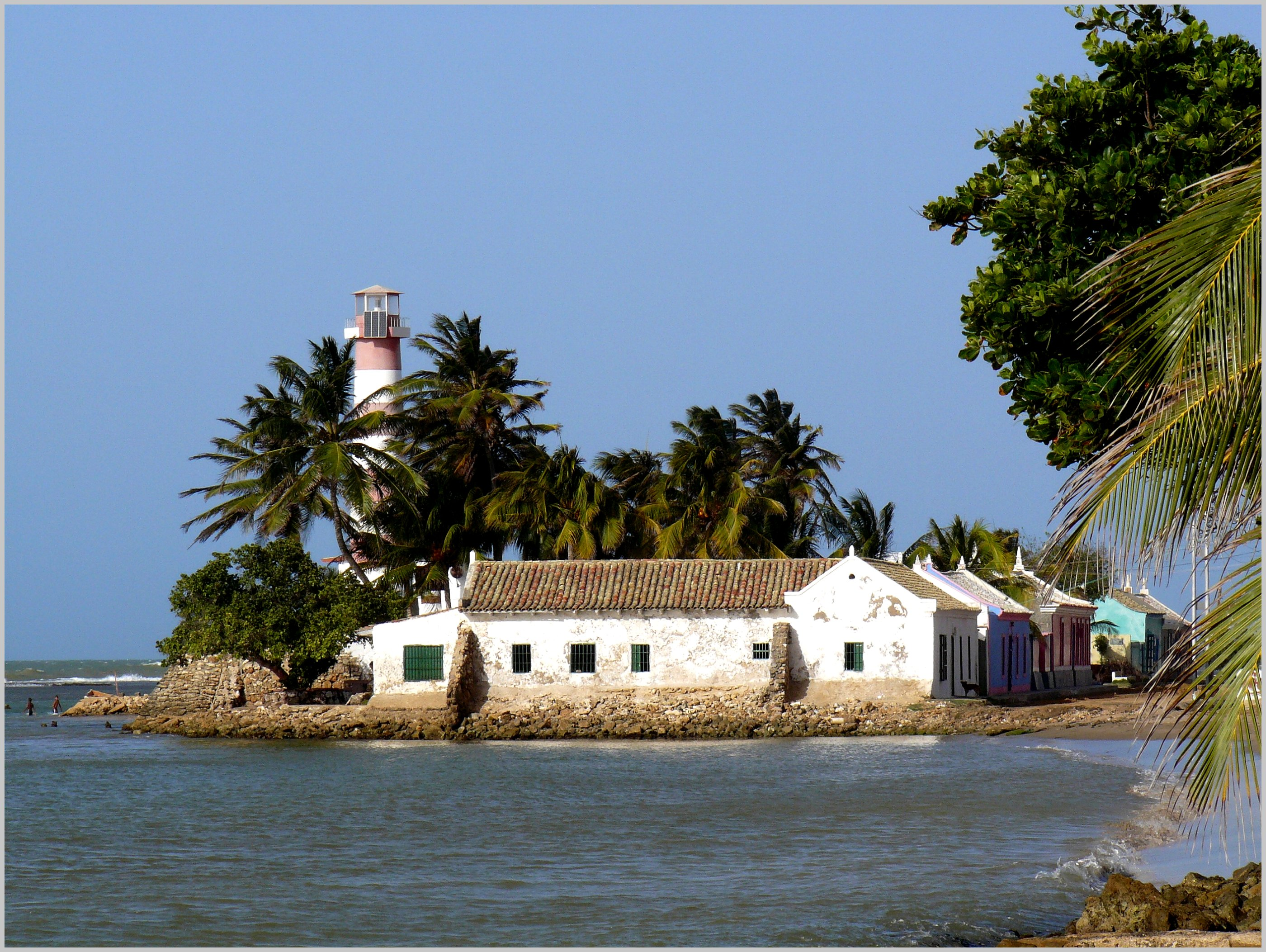
Faro y casas de Adícora.
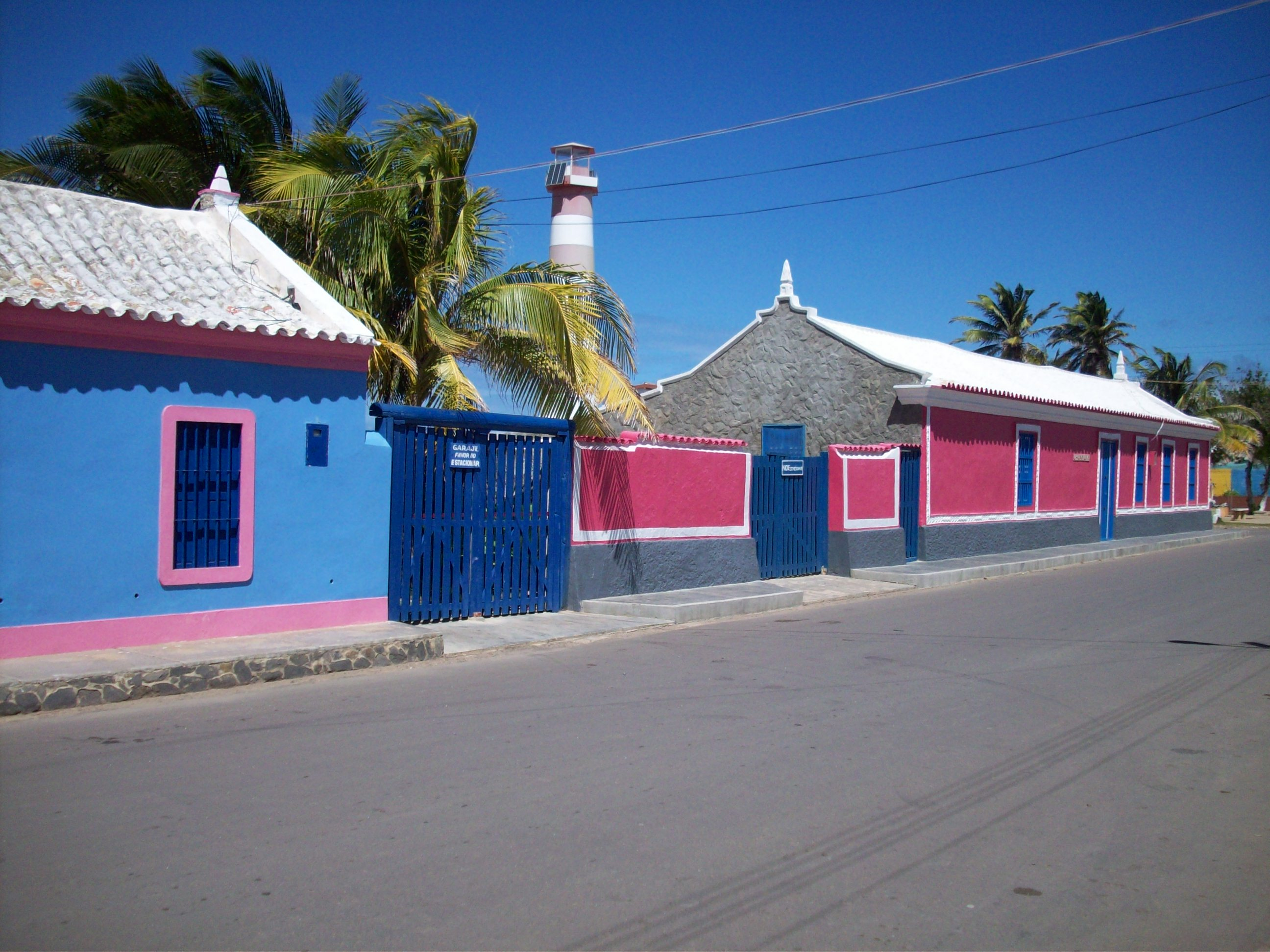
Casas de Adícora.
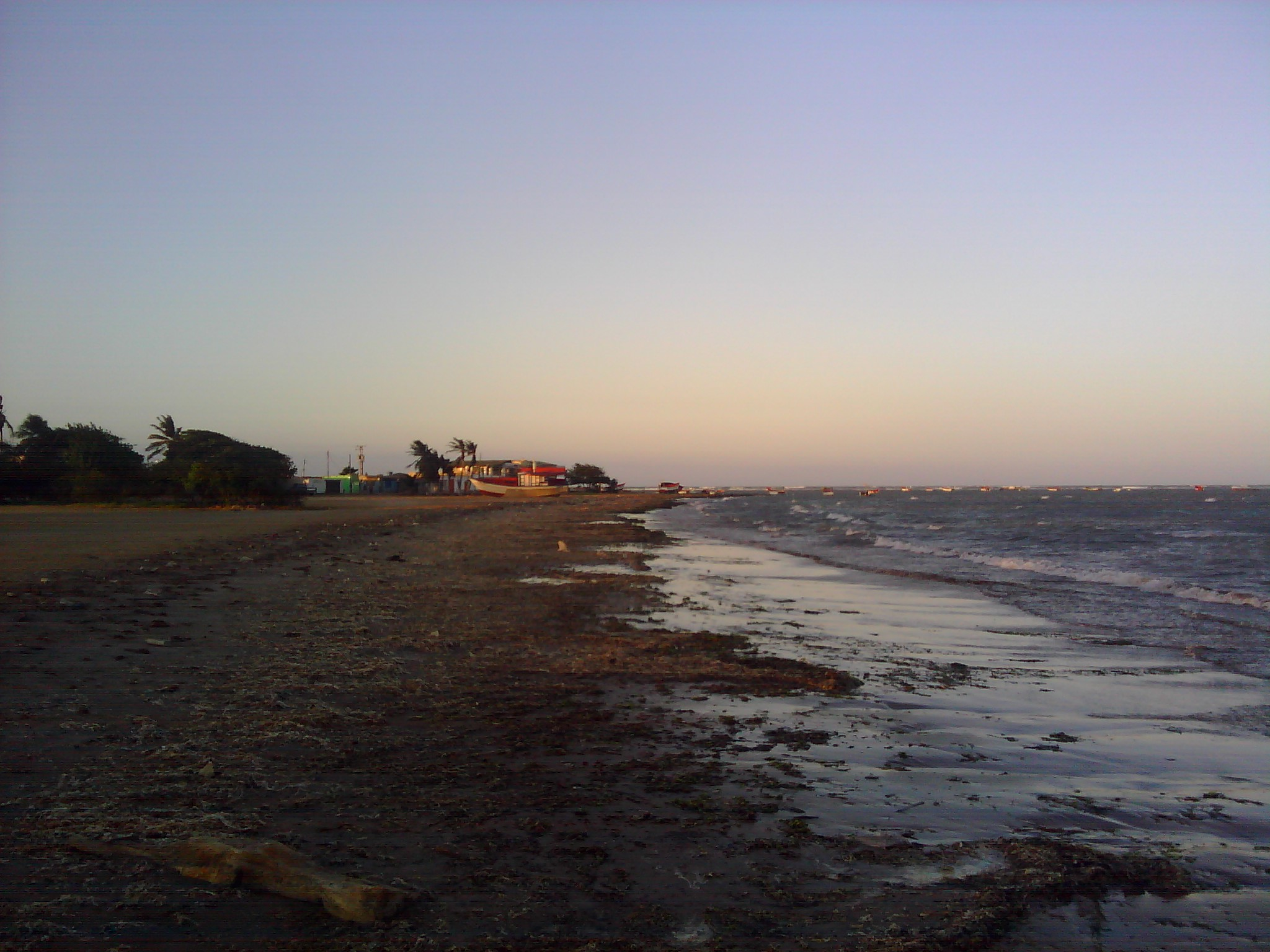
Playa sur Adicora, sus vientos  y costa poca profunda la han hecho unos de las mejores playas a nivel mundial para el Windsurf y el Kitesurf.